# Ahorn (Majna-Tauberi járás)
Ahorn település Németországban, azon belül Baden-Württembergben. Lakosainak száma 2239 fő (2023. december 31.).

## Népesség
A település népessége az elmúlt években az alábbi módon változott:
| Lakosok száma | 2195 | 2176 | 2209 | 2244 | 2232 | 2238 | 2239 |
|               | 1975 | 2014 | 2017 | 2019 | 2021 | 2022 | 2023 |